# Stankonia
Stankonia är ett musikalbum av hiphopduon Outkast, släppt 2000. Albumet blev tvåa på Billboard 200 och belönades med en Grammy för bästa rappalbum. 
Låten "Ms. Jackson" blev en hit med en förstaplats på Billboard Hot 100 och en Grammy i kategorin Best Rap Performance By a Duo or Group. Även "B.O.B." (kort för Bombs Over Baghdad) och "So Fresh, So Clean" släpptes som singlar.
Musiktidskriften Rolling Stone rankade 2003 albumet som nummer 359 på sin lista över de 500 bästa albumen genom tiderna.

## Låtlista
1. "Intro" - 1:09
2. "Gasoline Dreams" (featuring Khujo Goodie från Goodie Mob) - 3:34
3. "I'm Cool (Interlude)" - 0:42
4. "So Fresh, So Clean" - 4:00
  - Samplar "Before the Night is Over" av Joe Simon
5. "Ms. Jackson" - 4:30
  - Samplar "Strawberry Letter #23" av The Brothers Johnson
6. "Snappin' & Trappin'" (featuring Killer Mike & J-Sweet) - 4:19
7. "D.F. (Interlude)" - 0:27
8. "Spaghetti Junction" - 3:57
9. "Kim & Cookie (Interlude)" - 1:12
10. "I'll Call Before I Come" (featuring Gangsta Boo & Eco) - 4:18
11. "B.O.B." - 5:04
12. "Xplosion" (featuring B-Real) - 4:08
13. "Good Hair (Interlude)" - 0:14
14. "We Luv Deez Hoez" (featuring BackBone & Big Gipp of Goodie Mob) - 4:10
  - Samplar "Worldwide" av Allen Toussaint
15. "Humble Mumble" (featuring Erykah Badu) - 4:50
16. "Drinkin' Again (Interlude)" - 0:24
17. "?" - 1:28
18. "Red Velvet" - 3:52
19. "Cruisin' in the ATL (Interlude)" - 0:19
20. "Gangsta Shit" (featuring Slimm Calhoun, C-Bone & T-Mo of Goodie Mob) (Producerad av Carl Mo för Earthtone III) - 4:41
21. "Toilet Tisha" - 4:24
22. "Slum Beautiful" (featuring Cee Loo Green från Goodie Mob) - 4:07
23. "Pre-Nump (Interlude)" - 0:27
24. "Stankonia (Stanklove)" (featuring Big Rube & Sleepy Brown) - 6:51

## Listplaceringar
| Årtal | Album     | Topplaceringar | Topplaceringar         | Topplaceringar      |
| Årtal | Album     | Billboard 200  | Top R&B/Hip-Hop Albums | Top Canadian Albums |
| 2000  | Stankonia | #2             | #2                     | #4                  |